# Jagdstaffel 22
La Jagdstaffel 22 (in tedesco: Königlich Sächsische Jagdstaffel Nr 22, abbreviato in Jasta 22) era una squadriglia (staffel) da caccia della componente aerea del Deutsches Heer, l'esercito dell'Impero tedesco, durante la prima guerra mondiale (1914-1918).

## Storia
La Jagdstaffel 22 venne fondata il 25 ottobre 1916 con piloti provenienti dalla Feldflieger Abteilung 11, dalla Feldflieger Abteilung 29 e dalla Fliegerabteilung 22. La squadriglia prese servizio il 1º dicembre e assegnata alla 7ª armata ed è noto che rimase a sostegno di questa armata per tutto il 1917. Inizialmente fu equipaggiata con 9 Halberstadt D.II e 2 Albatros D.II.
La prima vittoria per la squadriglia fu una questione contesa; il Leutnant Gustav Rose presentò un'istanza per un abbattimento eseguito il 27 dicembre 1916, ma a Josef Jacobs fu attribuito il merito di aver abbattuto il primo aereo, un Caudron il 23 gennaio 1917. 
All'inizio dell'estate del 1918 la Jasta 22 venne equipaggiata con aerei Fokker D.VII. Durante gli ultimi giorni di guerra venne equipaggiata con almeno un Siemens-Schuckert D.IV che il comandante Lenz, trasferito dalla Jagdstaffel 4, usò per diventare asso il 29 settembre 1918, e rimase impressionato per le performance del velivolo.
Il Leutnant Alfred Lenz è stato l'ultimo Staffelführer (comandante) della Jagdstaffel 22, dal 1º luglio del 1917 fino alla fine della guerra. La Jasta è stata smobilitata non prima del 1919.
Alla fine della prima guerra mondiale alla Jagdstaffel 22 vennero accreditate 59 vittorie aeree di cui 11 per l'abbattimento di palloni da osservazione. Di contro, la Jasta 22 perse 5 piloti, 5 morirono in incidenti aerei, 2 furono fatti prigionieri di guerra e 2 furono feriti in azione.

## Lista dei comandanti della Jagdstaffel 22
Di seguito vengono riportati i nomi dei piloti che si succedettero al comando della Jagdstaffel 22.
| Grado        | Nome            | Periodo                           |
| ------------ | --------------- | --------------------------------- |
| Oberleutnant | Erich Hönemanns | 26 novembre 1916 - 29 giugno 1917 |
| Leutnant     | Alfred Lenz     | 1º luglio 1917 - 11 novembre 1918 |

## Lista delle basi utilizzate dalla Jagdstaffel 22
- Vaux, Laon: 16 novembre 1916 – 26 novembre 1916
- Riencourt, Arras: 26 novembre 1916 – 15 maggio 1917
- Mont, Verdun: 15 maggio 1917 – giugno 1917
- Vivaise, Francia: giugno 1917 – settembre 1917
- Mont, Verdun, Francia: settembre 1917 – novembre 1917
- pressi di Soissons, Francia: novembre 1917 – 19 marzo 1918
- La Ferté Ferme, Francia: 19 marzo 1918 – 23 marzo 1918
- Mont-d'Origny, Francia: 23 marzo 1918 – 29 marzo 1918
- Villeselve, Francia: 29 marzo 1918 – 8 aprile 1918
- Ercheu, Francia: 8 aprile 1918 – 12 maggio 1918
- Mont-Saint-Martin: 12 maggio 1918 – 8 luglio 1918
- Bignicourt, Francia: 11 luglio 1918 – 8 agosto 1918
- Haubourdin, Francia: 8 agosto 1918 – 19 agosto 1918
- Guise, Francia: 20 agosto 1918 – 11 novembre 1918

## Lista degli assi che hanno prestato servizio nella Jagdstaffel 22
Di seguito vengono elencati i nomi dei piloti che hanno prestato servizio nella Jagdstaffel 22 con il numero di vittorie conseguite durante il servizio nella squadriglia e riportando tra parentesi il numero di vittorie aeree totali conseguite.
| Asso              | Vittorie |
| ----------------- | -------- |
| Karl Bohnenkamp   | 15       |
| Josef Jacobs      | 5 (48)   |
| Alfred Lenz       | 5 (6)    |
| Siegfried Büttner | 4 (13)   |
| Dieter Collin     | 4 (13)   |
| Konrad Schwartz   | 4 (5)    |
| Julius Fichter    | 2 (7)    |
| Erik Thomas       | 2 (10)   |

## Lista degli aerei utilizzati della Jagdstaffel 22
- Halberstadt D.II
- Albatros D.II
- Fokker D.VII
- Siemens-Schuckert D.IV